# Necroscia haanii
Necroscia haanii är en insektsart som beskrevs av Kirby 1904. Necroscia haanii ingår i släktet Necroscia och familjen Diapheromeridae. Inga underarter finns listade i Catalogue of Life.